# Günther Wendt (Offizier)
Günther Wendt (* 8. Februar 1931 in Rakow; † 17. Oktober 2017) war ein deutscher Offizier. Er war Generalmajor und Stellvertreter des Chefs des Stabes im Kommando Landstreitkräfte der Nationalen Volksarmee (NVA) der DDR.

## Leben
Wendt, Sohn eines Musikers, begann nach dem Besuch der Volksschule 1945 eine Lehre als Gärtner. Von 1946 bis 1949 arbeitete er als Landarbeiter. Am 1. September 1949 trat er in die Deutsche Volkspolizei ein und war bis 1950 Kursant an der VP-Schule Rostock. Er wurde 1951 Leiter der Infanterie-Abteilung der VP-Dienststelle Schwerin und im gleichen Jahr Kursant der Hochschule für Offiziere in Kochstedt. Im Jahr 1952 wurde er Mitglied der Sozialistischen Einheitspartei Deutschlands (SED). Von Oktober 1952 bis 1953 fungierte er als Erster Gehilfe des Leiters der operativen  Abteilung der Territorialverwaltung Dessau der Kasernierten Volkspolizei (KVP). Es folgte 1953 bis 1955 der Dienst als Oberoffizier in der Kreisregistrierabteilung Wittenberg, dann von 1955 bis 1956 als Abteilungsleiter in der Bezirksregistrierverwaltung Halle der KVP. 
Ab 1956 Angehöriger der NVA, war er bis 1957 Leiter der Abteilung Werbung des Wehrbezirkskommandos (WBK) Halle der NVA und 1957 bis 1958 Leiter des Wehrkreiskommandos Schwerin. Von 1958 bis 1962 war er als stellvertretender Chef des WBK Schwerin und Leiter der Abteilung Nachweisführung eingesetzt und 1962 bis 1963 Chef des WBK Schwerin. Von 1963 bis 1968 diente er als Leiter der Abteilung Organisation/Planung und von 1968 bis 1972 als Stellvertreter des Chefs des Stabes für Organisation im Kommando des Militärbezirks V in Neubrandenburg. 
Von 1972 bis 1990 war er schließlich Stellvertreter des Chefs des Stabes für Organisation im Kommando der Landstreitkräfte der NVA. Am  25. September 1979 wurde er von Erich Honecker zum Generalmajor ernannt. Am 30. September 1990 wurde er aus dem Militärdienst entlassen.
Günther Wendt lebte zuletzt in Wildpark-West und starb im Alter von 86 Jahren.

## Auszeichnungen
- 1983 Vaterländischer Verdienstorden in Bronze
- Kampforden „Für Verdienste um Volk und Vaterland“ in Gold